# William H. Macy
William Hall Macy, Jr. (Miami, 13 de marzo de 1950), conocido artísticamente como William H. Macy, es un actor estadounidense, también dedicado a la dirección en teatro, cine y televisión. Sus papeles más conocidos han sido el de Frank Gallagher  en Shameless y como Jerry Lundegaard en la película Fargo (1996), de los hermanos Coen, por la que fue nominado a los Premios Óscar . Su carrera en el cine ha sido construida basada en sus trabajos en el cine independiente, aunque también ha aparecido en películas comerciales. Macy ha descrito su estilo en pantalla como "un tipo estereotípico de clase media, WASP y luterano". Ha ganado dos Premios Emmy y cuatro Premios del Sindicato de Actores; también ha sido nominado en trece ocasiones al Emmy, once al Sindicato de Actores y cinco al Globo de Oro.

## Primeros años
Macy nació en Miami, Florida, y creció en Georgia y Maryland. Su padre, William Hall Macy, Sr., recibió la medalla Distinguished Flying Cross y la Air Medal por pilotar un bombardero Boeing B-17 Flying Fortress en la Segunda Guerra Mundial; más tarde dirigió una compañía constructora en Atlanta y trabajó para la corporación Dun & Bradstreet antes de asumir el control de una agencia de seguros en Cumberland, Maryland, cuando Macy tenía nueve años de edad. Su madre, Lois, quedó viuda de su primer marido en 1943. Tras la guerra conoció al padre de Macy. Macy la ha descrito como una "señorita sureña". Macy tiene un medio hermano, Fred Merrill, del primer matrimonio de su madre.
Macy se describe a sí mismo como un "bromista", a pesar de ser relativamente tímido hasta la secundaria. Después de que su hermano le enseñara a tocar la guitarra, comenzó a cantar en un show de talentos, con mucha aprobación del público. Más tarde se presentó como presidente de la clase, aunque tenía un pobre rendimiento académico. Después de graduarse en 1968 en la Secundaria Allegany de Cumberland, Maryland, participó en el movimiento antibélico hippie, y consumía grandes cantidades de drogas, entre ellas la marihuana y el LSD. Macy estudió veterinaria en la Universidad Bethany de Virginia del Oeste. Según él mismo admitió, era un "horrible estudiante". Se cambió al Goddard College y se involucró en el teatro donde actuó en producciones como La ópera de los tres centavos, El sueño de una noche de verano y una gran variedad de piezas contemporáneas e improvisadas. Allí es donde conoció a David Mamet. Después de graduarse en 1971, se mudó a Chicago, Illinois, y para pagar el alquiler consiguió trabajo como camarero. En el transcurso de un año, él y David Mamet, entre otros, fundaron el exitoso St. Nicholas Theater Company, un teatro donde Macy interpretó personajes en obras de Mamet, tales como American Buffalo y The Water Engine.

## Carrera
Después de vivir algún tiempo en Los Ángeles, California, Macy se mudó a Nueva York en 1980. En Nueva York consiguió papeles en más de cincuenta obras de Broadway y off-Broadway. Uno de sus primeros papeles en el cine fue una tortuga llamada Sócrates en el telefilme The Boy Who Loved Trolls (1984), apareciendo en los créditos como W.H. Macy. También trabajó en películas de David Mamet como House of Games, Things Change, Homicide, Oleanna (interpretando el mismo papel que en la obra del mismo nombre), Wag the Dog, State and Main y Spartan. Entre 1994 y 1998, Macy interpretó el papel secundario del Dr. David Morgenstern en el drama médico ER, volviendo a interpretarlo para la temporada final de la serie.
Uno de sus papeles más reconocidos es el de Macy que interpretó en Fargo (1996), por el cual fue nominado al Oscar y que contribuyó a catapultar su carrera, aunque a menudo sus personajes han sido encasillados como preocupados y nerviosos. Tras Fargo Macy trabajaría en películas como Benny & Joon, Above Suspicion, Mr. Holland's Opus, Ghosts of Mississippi, Air Force One, Boogie Nights, Pleasantville, Twenty Bucks, la versión Psicosis de Gus Van Sant, Happy, Texas, Mystery Men, Magnolia, Parque Jurásico III, Focus, Panic, Welcome to Collinwood, Seabiscuit, The Cooler y Sahara.

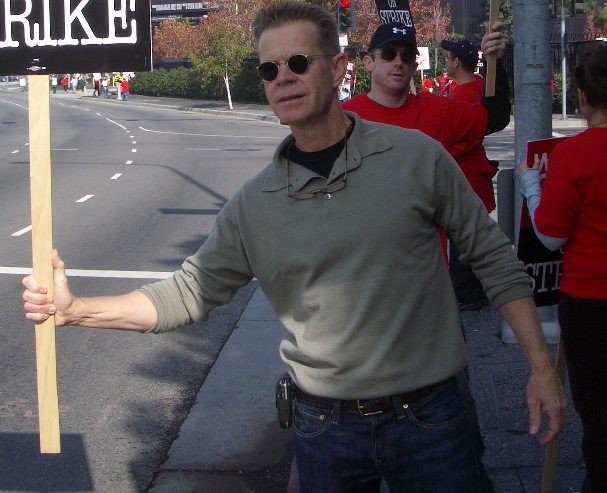
Macy durante una huelga de guionistas en 2003

## Vida privada
El 5 de septiembre de 1997 Macy se casó con la actriz Felicity Huffman. La pareja tiene dos hijos, Sofia Grace (n. 1 de agosto de 2000) y George Grace (n. 14 de marzo de 2002). Viven en Los Ángeles, California, y tienen una cabaña en Vermont desde los años 1980.
Macy y Huffman aparecieron en una reunión de la campaña presidencial del demócrata John Kerry en 2004. Macy además toca el ukelele y es un ávido tallador de madera, incluso apareció en la portada de la revista estadounidense Fine Woodworking. Es embajador nacional de la United Cerebral Palsy Association. Es también embajador de la Asociación Unida de Parálisis Cerebral. 
Desde que filmó la película Wild Hogs , Macy se ha convertido en un gran amante en andar en motocicleta. Además, es el portavoz de Woody Creek Distillers en Basalt, Colorado , que vende un whisky exclusivo que lleva el nombre de Macy.

### Escándalo Varsity Blues
En marzo de 2019, se informó que Macy y su esposa Huffman habían acordado pagarle a alguien 15.000 dólares para que hiciera un examen de ingreso a la universidad por su hija Sophia. Huffman fue acusada de fraude y conspiración como parte de una investigación federal más amplia sobre sobornos en admisiones universitarias. Por razones no reveladas, no se presentaron cargos contra Macy. 
El 13 de septiembre de 2019, un juez federal de Boston condenó a Huffman a 14 días de prisión federal, de los cuales cumplió 10 días. En octubre de 2020, Huffman completó las otras partes de su sentencia, que incluían 250 horas de servicio comunitario y un año de libertad supervisada.

## Filmografía
- En algún lugar del tiempo (1980)
- Foolin' Around (1980)
- Without a Trace (1983)
- The Last Dragon (1985)
- Casa de juegos (1987)
- Things Change (1988)
- Homicide (1991)
- Sombras y niebla (1992)
- Being Human (1993)
- Twenty Bucks (1993)
- En busca de Bobby Fischer (1993)
- Benny & Joon (1993)
- Dead on Sight (1994)
- Oleanna (1994)
- The Client (1994)
- Mr. Holland's Opus (1995)
- Libre de sospecha (1995)
- Murder in the First (1995)
- Colin Fitz (1996)
- Ghosts of Mississippi (1996)
- Hit Me (1996)
- Fargo (1996)
- Abajo el periscopio (1996)
- Wag the Dog (1997)
- Boogie Nights (1997)
- Air Force One (1997)
- A Civil Action (1998)
- Psicosis (1998)
- Pleasantville (1998)
- Jerry and Tom (1998)
- Magnolia (1999)
- Mystery Men (1999)
- Happy, Texas (1999)
- State and Main (2000)
- Panic (2000)
- Parque Jurásico III (2001)
- Navidad con los Muppets (2002)
- Welcome to Collinwood (2002)
- Seabiscuit (2003)
- Stealing Sinatra (2003)
- The Cooler (2003)
- Cellular (2004)
- Spartan (2004)
- U-Boat (2004)
- The Wool Cap (2004)
- Sahara (2005)
- Edmond (2005)
- Bobby (2006)
- Gracias por fumar (2006)
- Wild Hogs (2007)
- Bart Got a Room (2009)
- Marmaduke (2010)
- The Lincoln Lawyer (2011)
- The Sessions (2012)
- Rudderless (2014)
- Cake (2014)
- Walter (2015)
- La habitación (2015)
- The Layover (2016)
- Blood Father (2016)
- Maybe I Do (2023)
- Kingdom of the Planet of the Apes (2024)[18]
- Ricky Stanicky (2024)[19]

### Series
- Focus (2001-2005)
- Door to Door (2002-2004)
- Shorts (2009-2010)
- The Maiden Heist (2009-2013)
- Shameless (2011-2021)
- Dirty Girl (2010-2012)

### Como director
- Krystal (2017)
- The Layover (2017)
- Rudderless (2014)
- Lip Service (1988) (TV)

## Premios y distinciones
Premios Óscar
| Año  | Categoría              | Película | Resultado |
| ---- | ---------------------- | -------- | --------- |
| 1997 | Mejor actor de reparto | Fargo    | Nominado  |

- Globos de Oro
  - 2003 Mejor actor - Miniserie o telefilme - Door to Door - Candidato
  - 2004 Mejor actor de reparto - Seabiscuit - Candidato
  - 2005 Mejor actor - Miniserie o telefilme - The Wool Cap - Candidato
  - 2015 Mejor actor - Serie de comedia o musical - Shameless - Candidato
  - 2018 Mejor actor - Serie de comedia o musical - Shameless - Candidato

- Premios Emmy
  - 1997 Mejor actor invitado - Serie dramática - ER - Candidato
  - 2000 Mejor actor invitado - Serie de Comedia - Sports Night - Candidato
  - 2000  Mejor actor - Miniserie o telefilme - A Slight Case of Murder - Candidato
  - 2003  Mejor actor - Miniserie o telefilme - Door to Door - Ganador
  - 2003 Mejor guion - Miniserie, telefilme o espacial dramático - Door to Door - Ganador
  - 2004 Mejor actor - Miniserie o telefilme - Stealing Sinatra - Candidato
  - 2005 Mejor telefilme - The Wool Cap - Candidato
  - 2005  Mejor actor - Miniserie o telefilme - The Wool Cap - Candidato
  - 2007  Mejor actor - Miniserie o telefilme - Nightmares and Dreamscapes - Candidato
  - 2014 Mejor actor - Serie de Comedia - Shameless - Candidato
  - 2015 Mejor actor - Serie de Comedia- Shameless - Candidato
  - 2017 Mejor actor - Serie de Comedia - Shameless - Candidato
  - 2018 Mejor actor - Serie de Comedia - Shameless - Candidato

- Premios del Sindicato de Actores
  - 1997 Mejor actor de reparto - Fargo - Candidato
  - 2003 Mejor actor de reparto - Seabiscuit - Candidato